# 76-мм гармата зразка 1900 року
76-мм польова гармата зразка 1900 року — легка польова артилерійська гармата калібру 76,2 мм (3 дюйми), що вироблялася в Російській імперії. Активно використовувалася у російсько-японській війні, Першій світовій війні, Радянсько-українській війні, Громадянській війні в Росії та інших збройних конфліктах за участі держав, що входили до складу колишньої Російської імперії. Модернізовані варіанти цієї гармати використовувалися на початку Другої світової війни, наприклад як казематні у фортифікаційних спорудах Київського укріпрайону.

## Історія створення
Ще наприкінці ХІХ століття Головне артилерійське управління російської імператорської армії об'явило конкурс на конструювання 76,2-мм польової гармати. Характеристики нової гармати підкреслювали концепцію «єдиного калібру» та «єдиного снаряда» для польової артилерії. Відповідно гармата мала виконувати усі завдання маневреного бою, використовуючи один тип набоїв.
Для участі у конкурсі інженери Л. А. Бішлягер, К. М. Соколовський та К. І. Липницький сконструювали та виготовили на Путиловському заводі перший зразок гармати. У 1897—1898 роках 11 прототипів гармат були отримані, після чого почалися усебічні випробування стрільбою та перевезення на відстань 600 км. У результаті найкращою була визнана система Путиловського заводу, у конструкції якої були використані деякі елементи французької гармати Кане. 9 лютого 1900 року гармату прийнято на озброєння як «Тридюймова польова гармата зразка 1900 року». Вперше гармату застосовано проти китайських повстанців під час Боксерського повстання.
Гармати цього типу відігравали значну роль у російсько-японській війні 1904—1905 років. Досвід їх використання показав високу ефективність гармати проти ворожої піхоти, але низьку проти польових укріплень. Тому дослідницька та конструкторська робота продовжувалася, і невдовзі на озброєння армії прийнято 76,2-мм гармату зразка 1902 року..

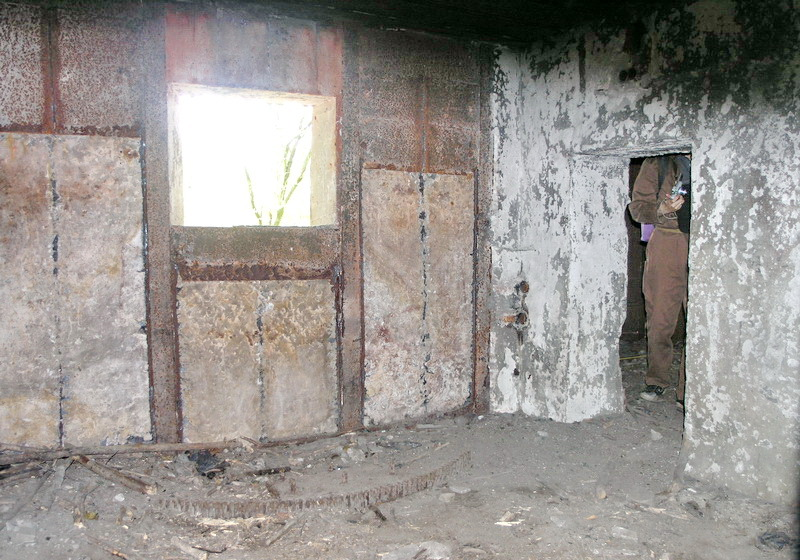
ДОТ № 554 (Київський укріпрайон). Внутрішній вид бойового каземату, на підлозі видно зубчастий сектор горизонтальної наводки 76-мм гармати зразка 1900 року

На момент початку Першої світової війни гармата застаріла, але російські війська вже наприкінці 1914 року відчували дефіцит артилерії. Тому піхотні дивізії другої мобілізаційної черги отримували гармати зразка 1900 року, що не мали навіть захисних щитів. У ті роки певна кількість гармат даного типу опинилася на ремонті та збереженні у київському арсеналі. Ці екземпляри пережили часи Української революції та наприкінці 1920-х років стали у якості казематної артилерії основним озброєнням у фортифікаційних спорудах Київського укріпрайону, таких як артилерійські напівкапоніри та відкриті артилерійські майданчики.

## Опис конструкції
Усі частини гармати виготовлялись зі сталі, що забезпечувало достатню міцність системи. Гармату облаштовано квадрантом, кутоміром, поворотним та підйомним механізмами. Початкова швидкість снаряда досягала 590 км/год та була для свого часу дуже високою.